# Saison 1965-1966 de la LCH
Saison précédente Saison suivante
La  saison 1965-1966 est la 3e saison régulière de la Ligue centrale professionnelle de hockey. 

## Contexte et saison régulière
Chaque équipe dispute 70 matchs. 
Les Knights d'Omaha, le club ferme des Canadiens de Montréal, quittent le Nebraska pour s’installer dans la ville d’Houston au Texas. Ils se renomment les Apollos de Houston.
Les Bruins de Boston déplacent leur club ferme du Minnesota en Oklahoma et renomment ce dernier, les Blazers d'Oklahoma City. Les Rangers de New-York en profitent pour renommer leur club, passant des Rangers de Saint Paul en Rangers du Minnesota, pour essayer d’attirer plus de public.

### Classement final
Les quatre premières équipes sont qualifiées pour les séries éliminatoires.
| Clt   | Équipe                  | PJ | V  | D  | N  | BP  | BC  | Diff | Pts |
| ----- | ----------------------- | -- | -- | -- | -- | --- | --- | ---- | --- |
| +001, | Rangers du Minnesota    | 70 | 34 | 25 | 11 | 229 | 197 | 32   | 79  |
| +002, | Blazers d'Oklahoma City | 70 | 31 | 26 | 13 | 188 | 203 | -15  | 75  |
| +003, | Oilers de Tulsa         | 70 | 29 | 29 | 12 | 218 | 198 | 20   | 70  |
| +004, | Braves de Saint-Louis   | 70 | 30 | 31 | 9  | 226 | 217 | 9    | 69  |
| +005, | Apollos de Houston      | 70 | 27 | 32 | 11 | 221 | 244 | -23  | 65  |
| +006, | Wings de Memphis        | 70 | 25 | 33 | 12 | 200 | 223 | -23  | 62  |

- En gras : qualifié pour les séries éliminatoires

### Meilleurs pointeurs
| Joueur         | Équipe      | PJ | B  | A  | Pts | Pun |
| -------------- | ----------- | -- | -- | -- | --- | --- |
| Art Stratton   | Saint-Louis | 66 | 28 | 66 | 94  | 14  |
| Paul Andrea    | Minnesota   | 64 | 37 | 43 | 80  | 12  |
| André Boudrias | Houston     | 70 | 27 | 46 | 73  | 53  |
| Bill Inglis    | Houston     | 69 | 34 | 36 | 70  | 61  |
| Jim Johnson    | Minnesota   | 62 | 24 | 46 | 70  | 12  |

## Séries éliminatoires de la Coupe Adams

### Arbre de qualification
|  | Demi-finales                        | Demi-finales                        |               |   | Finale de la Coupe Adams    | Finale de la Coupe Adams    |
|  | Demi-finales                        | Demi-finales                        |               |   | Finale de la Coupe Adams    | Finale de la Coupe Adams    |
|  |                                     |                                     |               |   |                             |                             |
|  | 4, 6, 8, 9, 10, 12 et 14 avril 1966 | 4, 6, 8, 9, 10, 12 et 14 avril 1966 |               |   | 16, 17, 18 et 20 avril 1964 | 16, 17, 18 et 20 avril 1964 |
|  | 4, 6, 8, 9, 10, 12 et 14 avril 1966 | 4, 6, 8, 9, 10, 12 et 14 avril 1966 |               |   | 16, 17, 18 et 20 avril 1964 | 16, 17, 18 et 20 avril 1964 |
|  | Tulsa                               | 4                                   |               |   | 16, 17, 18 et 20 avril 1964 | 16, 17, 18 et 20 avril 1964 |
|  | Tulsa                               | 4                                   |               |   | 16, 17, 18 et 20 avril 1964 | 16, 17, 18 et 20 avril 1964 |
|  | Minnesota                           | 3                                   |               |   | 16, 17, 18 et 20 avril 1964 | 16, 17, 18 et 20 avril 1964 |
|  | Minnesota                           | 3                                   | Oklahoma City | 4 |                             |                             |
|  | 5, 7, 9, 10 et 12 avril 1966        |                                     | Oklahoma City | 4 |                             |                             |
|  |                                     | Tulsa                               | 0             |   |                             |                             |
|  | Oklahoma City                       | Tulsa                               | 0             | 4 |                             |                             |
|  | Oklahoma City                       |                                     |               | 4 |                             |                             |
|  | Saint-Louis                         | 1                                   |               |   |                             |                             |
|  | Saint-Louis                         | 1                                   |               |   |                             |                             |

### Finale
Les Blazers d'Oklahoma City gagnent leur première Coupe Adams en battant  les Oilers de Tulsa sur le score de 4 matchs à 0.

### Effectif champion
L'effectif de l'équipe des Blazers d'Oklahoma City sacré champion de la Coupe Adams est le suivant :
- Gardien de but : Gerry Cheevers ;
- Défenseurs : John Arbour, Murray Davison, Norm Schmitz, Harry Sinden, Dallas Smith, Joe Watson ;
- Attaquants : Brian Bradley, Ron Buchanan, Terry Crisp, Bill Goldsworthy, Ted Irvine, Phil Krake, Don Marcotte, Rudy Panagabko, Jean-Paul Parise, Dunc Rousseau, Derek Sanderson, Glen Sather, Ted Snell, Keith Wright.

## Honneurs remis aux joueurs et équipes

### Trophées
| Trophée                 | Joueur         | Équipe                |
| ----------------------- | -------------- | --------------------- |
| Meilleur gardien de but | Wayne Rutledge | Rangers du Minnesota  |
| meilleur défenseur      | Al Lebrun      | Rangers du Minnesota  |
| meilleure recrue        | Doug Roberts   | Wings de Memphis      |
| meilleur pointeur       | Art Stratton   | Braves de Saint-Louis |
| meilleur joueur         | Art Stratton   | Braves de Saint-Louis |

### Équipes d'étoiles
| Position       | Première équipe | Première équipe         | Deuxième équipe          | Deuxième équipe                         |
| Position       | Joueur          | Équipe                  | Joueur                   | Équipe                                  |
| -------------- | --------------- | ----------------------- | ------------------------ | --------------------------------------- |
| Gardien de but | Denis DeJordy   | Braves de Saint-Louis   | Wayne Rutledge           | Rangers du Minnesota                    |
| Défenseur      | Al Lebrun       | Rangers du Minnesota    | Jean Gauthier            | Apollos de Houston                      |
| Défenseur      | Joe Watson      | Blazers d'Oklahoma City | Dallas Smith Marc Reaume | Blazers d'Oklahoma City Oilers de Tulsa |
| Ailier gauche  | Bill McCreary   | Apollos de Houston      | Ed Joyal                 | Oilers de Tulsa                         |
| Centre         | Art Stratton    | Braves de Saint-Louis   | Jean-Paul Parise         | Blazers d'Oklahoma City                 |
| Ailier droit   | Paul Andrea     | Rangers du Minnesota    | Oscar Gaudet             | Braves de Saint-Louis                   |